# 巨勢馬主
巨勢 馬主（こせ の うまぬし）は、奈良時代の貴族。姓は朝臣。官位は従五位下・能登守。

## 経歴
光仁朝初頭の宝亀2年（771年）正月に従五位下に叙爵し、閏3月に雅楽頭に任官するが、同年9月に上総介として地方官に転じる。なおこの時、同時に上官の上総守には桑原王が補されている。
翌宝亀3年（772年）7月に任国の上総国天羽郡（現在の千葉県富津市）より前足の2つの蹄が牛に似ているという馬を祥瑞として献上したが、よく調べると人為的に作られたものと判明した。そのため、馬主以下5人の国司が解任され、馬の持ち主であった宗我部虫麻呂も杖罪80回の刑を受けている。なおこの時、国守の桑原王は奈貴王とともに衣縫内親王の喪事の監護のために在京中で、事件には関与していなかったらしく処分を受けていない。
『延喜式』によると、馬にまつわる大瑞として神馬・茲白が挙げられており、この時の馬もこれらに準ずる扱いを受けたが、この時期は政界の刷新のために祥瑞を利用して詐称する動きが見られており、そうした風潮の中で生まれた事件といえる。
その後、馬主は許されて宝亀5年（774年）能登守に任じられている。

## 官歴
『続日本紀』による。
- 時期不詳：正六位上
- 宝亀2年（771年）正月23日：従五位下。閏3月1日：雅楽頭。9月16日：上総介
- 宝亀3年（772年） 7月22日：解任
- 宝亀5年（774年）9月4日：能登守